# لوگان مرد سال‌دیده
ولورین: لوگان مرد سال‌دیده (انگلیسی: Wolverine: Old Man Logan) یک سری کمیک 8 قسمتی از سری داستان‌های ولورین نوشته‌ی مارک میلر و به تصویرگری استیو مک‌نایون، از انتشارات مارول کامیکس است.

## تاریخچه و سرگذشت
در دنیایی موازی (دنیای شماره 807128 مارول)، همه شروران تصمیم گرفتند که با یکدیگر متحد شوند تا دنیا را به سلطه خود دراورند، ولی برای این کار اول باید همه ابرقهرمانان را از بین ببرند برای همین در یک زمان مشخص بدون این که ابرقهرمانان اطلاعی داشته باشند به ان ها حمله می کنند و همه ان ها را می کشند. مردان ایکس و ولورین از مقرشان شاهد این اتفاق هستند که ناگهان به ان ها نیز حمله می شود، ابرشروران برخی از دوستان ولورین را می کشند و همین باعث می شود او خشمگین شود و دست به قتل عام همه شروران اتاق بزند ولی ناگهان متوجه می شود که یکی از شروران که میستریو نام دارد با گازی توهم زا باعث شده است که او تصور کند دوستانش در مردان ایکس بخشی از شروران هستند و او ندانسته همه ان ها را کشته است. او که بسیار از کار خود خشگین، ناراحت و سردرگم  شده است به جنگل فرار می کند و تلاش می کند خودش را بکشد ولی موفق نمی شود پس تصمیم می گیرد خود را شکنجه کند، مثلا سر خود را جلوی یک قطار گذاشت تا خود را برای کشتن دوستانش مجازات کند. از ان روز او قسم خورد که دیگر هرگز از پنجه هایش استفاده نکند ،در هیچ شرایطی مبارزه نکند و همیشه خشمش را کنترل کند تا دوباره اتفاقی که برای دوستانش اتفاق افتاد، اتفاق نیوفتد ...

جلد شماره اول کمیک پیرمردی به نام لوگان (2016)

سال ها بعد دنیا به طور کلی دستخوش تغییرات فراوانی شده است دنیا بین ابرشروران تقسیم شده است و عده ای بسیار کمی از ابرقهرمانان زنده مانده اند در این میان ان هایی هم که زنده مانده اند دست از مبارزه برای عدالت و کمک به دیگران برداشته اند. همچنین هالک به دلیل تشعشعات گاما عقلش را از دست داده او با دختر عمویش جنیفر والترز ملقب به شی هالک ازدواج کرده و ده ها هالک دیگر پدید اورده است که همه ان ها گوش به فراوان او هستند. در این دنیا هالک تبدیل بک شرور بدجنس، دیوانه و چندش اور تبدیل شده است که ایالت کالیفرنیا را کنترل می کند و هرکه با او مخالفت کند را می خورد! در این میان ولورین با زنی ازدواج کرده و صاحب دو فرزند شده است، او به مرور زمان قدرت زود درمانی اش ضعیف شده است و اکنون از قبل پیرتر و ضعیف تر است. او در یکی از زمین های متعلق به هالک ها ساکن شده است و از راه مختلفی کسب درامد می کند تا بتواند خرج خانواده اش و البته اجاره بهای زمینی که در ان ساکن اند به هالک و خانواده اش بدهند، در این میان او تبدیل به فردی ارام شده که دیگر هرگز مبارزه نمی کند. در یکی از روز ها او نمی تواند اجاره بها زمین را به هالک ها بپردازند و برای همین همراه با هاکای که اکنون پیرمرد نابینایی است به مامورتی می روند تا مقداری پول به دست بیاورد بعد از کشمکش های فراوان و ماجراهای زیاد او با پول زیادی خوش حال از این که می تواند بهای زمین را بپردازد و برای خانواده اش زندگی بهتری تامین کند به خانه برمی گردد ولی ناگهان با صحنه ای دردناک مواجه می شود : در زمان نبود او هالک ها فقط به دلیل کمی دیر شدن وقت اجاره تمام خانواده او را کشته و جسدشان را در همان خانه رها کرده بودند. ولورین که بسیار خشمگین شده است برای اولین بار از زمان قتل دوستانش پنجه هایش را از دستانش خارج می کند و قسم می خورد که انتقام بگیرد. او همه هالک ها را می کشد و در نهایت هالک اصلی را نیز می کشد .
این سری از استقبال زیادی از سو مخاطبین و منتقدین مواجه شد. این سری ان قدر محبوب شد که در سال 2015 شخصیت پیرمردی به نام لوگان در پی اتفاقات رویداد جنگ های پنهان به جهان اصلی مارول ( دنیای 616 ) منتقل شد و سال 2016 دارای سری کمیک جدیدی شد که 50 جلد داشت. از روی سری اصلی این کمیک فیلم لوگان اقتباس و ساخته شده ست که جزو 250 فیلم برتر imdb با رتبه 213 می باشد.